# Юганов, Игорь Флавьевич
Игорь Флавьевич Юганов (26 апреля 1956, Днепропетровск — 5 июля 1999) — советский, российский философ, писатель и поэт.

## Биография
Игорь Флавьевич Юганов родился 26 апреля 1956 года в Днепропетровске.
С 1973 года учился в Московском физико-техническом институте, однако окончить обучение ему не удалось, так как в 1976 он вместе с группой других студентов был отчислен за «антисоветскую деятельность»: в 150-летнюю годовщину восстания декабристов они собрались (по другим источникам — только планировали это сделать) в Ленинграде у Медного Всадника, держа в руках зажжённые свечи, что повлекло арест и последующее отчисление). Позже окончил Московский экономико-статистический институт (по другим источникам — механико-математический факультет Московского Государственного университета), а после его окончания работал в ряде ВУЗов Москвы, включая психологический факультет МГУ, где преподавал в течение шести лет.
Поэт, прозаик, эссеист. Публиковался в журналах «Волга», «Митин журнал», «Родник». Также при его жизни была издана одна его книга «Телеги и гномы» в созданном им самим одноимённом литературном жанре.
Участвовал в создании неоднократно переиздававшегося под разными названиями словаря русского сленга.
Погиб 5 июля 1999 года в Павловском Посаде (Московская область) во время пожара вместе с несколькими друзьями. Обстоятельства смерти неясны: согласно одним источникам, погибшие пытались провести некий эзотерический ритуал, для которого приняли неизвестный психоактивный препарат, и произошедшая трагедия связана именно с этим, другие же это отрицают.

## Публикации
- Юганов И. Ф. тИЛИ — тИЛИ // Митин Журнал : журнал  / ред. Дмитрий Волчек. — 1991. — Вып. 42. — С. 155—158.
- Юганов И. Ф. Телеги и Гномы. — М.: Москва, 1994. — 176 с. — 3500 экз. — ISBN 5-87224-043-1.
- Юганов И. Ф., Юганова Ф., Баранов А. Н. Русский жаргон 60—90-х годов: опыт словаря. — Ромовский и Партнёры, 1994. — 318 с.
- Юганов И. Ф., Юганова Ф. Словарь русского сленга : Сленговые слова и выражения 60—90-х гг / ред. Баранов А. Н.. — М.: Метатекст, 1997. — 301 с.
- Юганов И. Ф. Бога почти нет / сост. Раскин Л.. — СПб.: Летний сад, 2003. — 782 с. — 1000 экз. — ISBN 5-94381-091-9.
- Юганов И. Ф. Телеги и Гномы / ред. Шаши Мартынова. — М.: Гаятри, 2007. — 336 с. — (LIVE BOOK). — 2000 экз. — ISBN 978-5-9689-0113-2.